# Disturbios por la Coronación en Ámsterdam

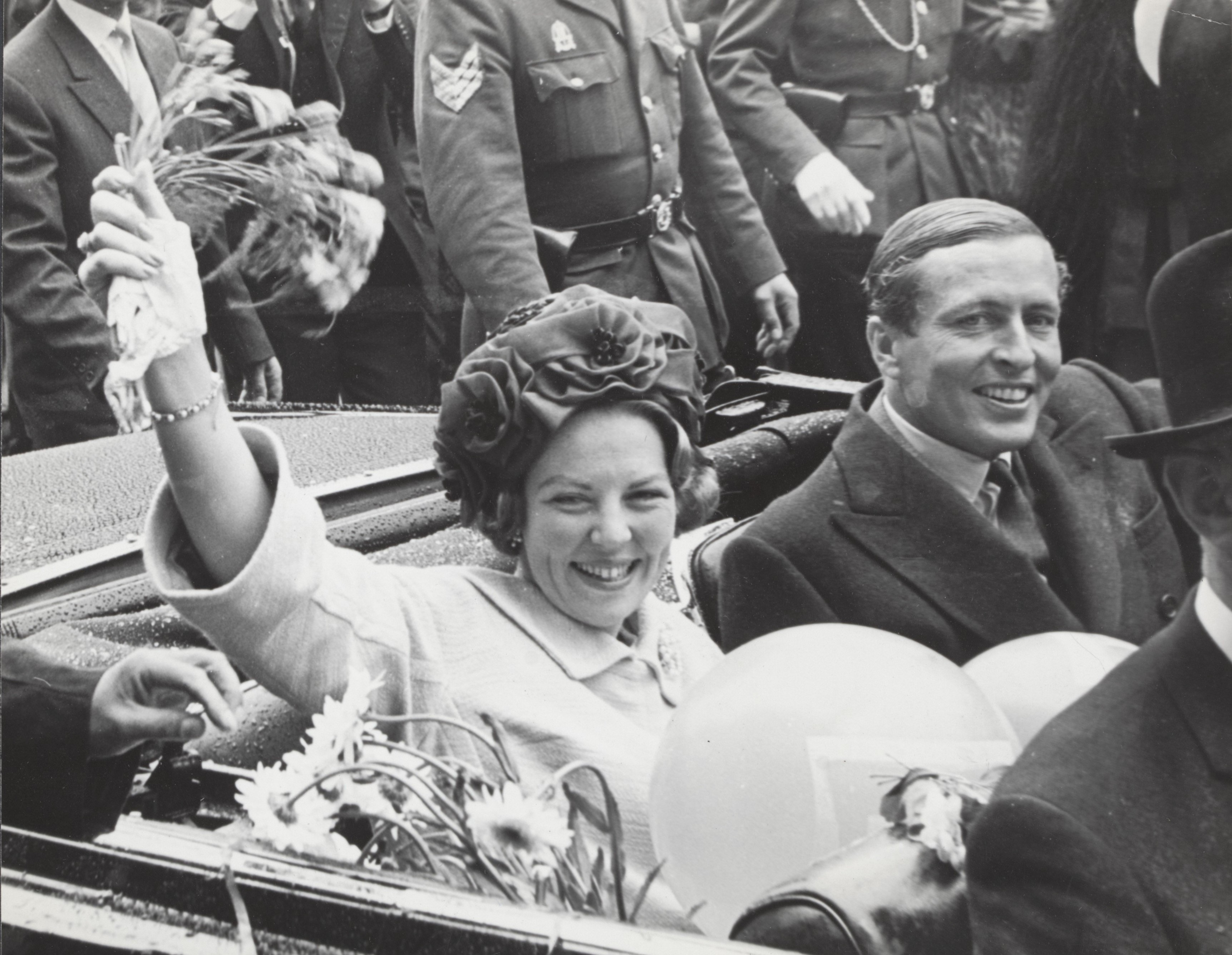
Beatriz de los Países Bajos y Claus von Amsberg

Los disturbios por la Coronación en Ámsterdam fueron la consecuencia de las protestas celebradas el 30 de abril de 1980 por un grupo de okupas. Las manifestaciones se realizaron el día de la coronación de Beatriz de los Países Bajos y fueron convocadas por los llamados krakers. Estos ocupantes constituyeron un movimiento sociocultural que pretendía denunciar las dificultades para acceder a una vivienda.

## Antecedentes y contexto sociopolítico
La corriente kraker se desarrolló en Países Bajos a partir de 1960 para reivindicar la ausencia de hogares. En los sesenta, la ciudad de Ámsterdam inició sus planes de renovación para reconstruir sus barrios y hacer frente a las consecuencias de la posguerra. Entre todos estos planes destacaron los del casco antiguo y, más concretamente, los proyectos del barrio Nieuwmarkt. En esta área del municipio se planteó la remodelación de los edificios y la construcción del metro y de una autopista. Sin embargo, algunos ciudadanos se mostraron contrarios a los planes municipales y comenzaron a organizarse para luchar contra la reducción del número de casas disponibles.
Por otro lado, en la década de 1960 las empresas privadas empezaron a dedicarse a la construcción de viviendas y declararon resueltos los problemas de escasez. No obstante, los registros municipales de estos años demostraban que más de cincuenta mil ciudadanos todavía estaban a la espera de conseguir una vivienda. Además, la inscripción en el registro sólo era permitida a aquellas personas que hubieran trabajado más de dos años en la ciudad, y las actividades empresariales sobre el sector inmobiliario propiciaron la especulación. Todos estos factores provocaron un incremento en el precio de los alquileres.
En 1965, grupos de familias holandesas ocuparon una calle de la capital para denunciar la situación y exponer al Ayuntamiento que no estaban de acuerdo con sus planes. A partir de este momento, el movimiento okupa empezó a tomar forma y entre 1965 y 1970 se produjeron diversos incidentes cuando la policía trató de desalojar a los ocupantes ilegales. En 1970, el movimiento logró consolidarse gracias a la proclamación del “Día Nacional del Kraker”. Durante esta jornada, una veintena de pueblos y ciudades holandesas sufrieron la ocupación de sus casas y ayuntamientos. En Ámsterdam 140 personas fueron detenidas por la policía.
En los años 70, los problemas de espacio urbanístico y el limitado número de viviendas continuaron estando presentes entre la sociedad. Algunas fuentes policiales de Ámsterdam aseguraron que por aquel entonces podría haber unas diez mil casas ocupadas. Sin embargo, las estadísticas probablemente no recogieran todos los casos de ocupación. Además, fuentes del Ayuntamiento declararon que el problema era casi “indisoluble” debido a que, desde 1974, en la capital no se construían más de quinientos hogares al año. En 1975 el “Decreto Van Dam” intentó resolver los problemas reconociendo el derecho a la vivienda social a personas jóvenes, solteras o sin hijos. Este decreto hizo que el Ayuntamiento y las empresas tuvieran que ofrecer nuevas viviendas y rehabilitar las que ya existían para alojar a los sectores más vulnerables.
En cambio, el “Decreto Van Dam” promovió una cierta legalización de la ocupación porque las empresas compraron edificios ocupados y concedieron alquileres muy bajos. Por este motivo, los ocupantes fueron considerados los promotores de la vivienda social y obtuvieron el apoyo de la opinión pública. De modo que en la década de 1980, el movimiento “Kraker” ya estaba consolidado y pudo continuar con su desarrollo.

## Los disturbios del día de la Coronación de Beatriz
Beatriz de los Países Bajos fue una reina que sufrió diversos episodios de protestas violentas durante algunos de los momentos más importantes de su vida. El 10 de marzo de 1966, la princesa Beatriz contrajo matrimonio con Claus von Amsberg, un diplomático alemán que estuvo inscrito en las Juventudes Hitlerianas durante su adolescencia. El pasado nazi del diplomático generó un descontento entre diversos sectores de la sociedad que protestaron el día de la ceremonia. Los manifestantes lanzaron bicicletas y bombas de humo al carruaje de Beatriz y Claus con el objetivo de impedir su unión matrimonial.
El segundo acontecimiento violento se dio el día de la Coronación de Beatriz I. El 30 de abril de 1980, la ceremonia de abdicación de la reina Juliana y la entronización de su sucesora tuvieron lugar en el Palacio Real y la Catedral Nueva de Ámsterdam. No obstante, cientos de jóvenes krakers aprovecharon estas celebraciones para intentar acercarse al lugar y gritar: “Geen Woning, geen kroning” (“No habitación, no coronación”). El propósito de los manifestantes era boicotear la ceremonia real y protestar contra los problemas inmobiliarios de la capital holandesa.
Los disturbios se iniciaron el 23 de abril de 1980, cuando un grupo ocupó un edificio nuevo situado en el centro de Ámsterdam. Los antidisturbios tuvieron que recurrir a la fuerza para poder desalojar a los krakers, que contaron con el apoyo de anarquistas y republicanos. Este suceso supuso una batalla violenta que la policía procuró evitar el día de la coronación de Beatriz I. Por este motivo, los servicios de seguridad planificaron un dispositivo especial con unos diez mil agentes de policía que rodearon el Palacio Real y la Catedral. No obstante, las medidas de prevención no fueron suficientes para evitar los incidentes provocados por los krakers.
Las primeras protestas comenzaron en la Plaza del Dam al mediodía. La familia real ya había firmado la abdicación de la reina Juliana y salió al balcón para saludar a todas las personas que se habían concentrado junto al Palacio. Sin embargo, los krakers interrumpieron el discurso de la monarca emérita lanzando bombas de humo y gritando. Tras los incidentes, la policía detuvo a un joven y a tres periodistas. Este acontecimiento constituyó el inicio de una jornada de protestas y altercados que se prolongaron durante la tarde del 30 de abril de 1980.
Los manifestantes portaron banderas negras y arrojaron adoquines de las calzadas a los agentes de policía. Por ello fue necesaria la actuación de los antidisturbios, que cargaron contra los krakers con tanques y bombas de agua. De modo que en las calles de Ámsterdam se dieron enfrentamientos violentos entre la policía y los activistas. Aunque los incidentes también tuvieron lugar en otras localidades del país como Utrecht.
Pero la familia real pudo celebrar la abdicación de Juliana y la entronización de su sucesora a pesar de los disturbios generados por los krakers. Así pues, tres mil invitados asistieron a los actos oficiados en la Catedral. Entre todos ellos destacaron personalidades de múltiples nacionalidades y, en el caso de España, la infanta Pilar y el duque de Badajoz. Los asistentes pudieron presenciar el momento en el que Beatriz I juró ante los Estados Generales (Parlamento) defender la Constitución, las libertades y derechos de la ciudadanía, y la soberanía y la integridad territorial. Además, la nueva reina también quiso dedicarle unas palabras a su madre y a su marido Claus. Este último volvió a recibir los gritos e insultos de los manifestantes por su juventud vinculada al nazismo.

## Repercusiones del movimiento "Kraker"
Los krakers de la década de 1970 y 1980 ocuparon edificios enteros con el objetivo de reivindicar la escasez de viviendas, luchar contra la especulación del suelo y encontrar un lugar en el que vivir. Este movimiento se autoproclamó como una corriente antifascista y se enfrentó al poder establecido. Por este motivo, los krakers tuvieron una gran repercusión en ciudades como Ámsterdam durante la segunda mitad del siglo XX. Asimismo, los integrantes del movimiento aprovecharon acontecimientos relevantes para darse a conocer. Por ejemplo, los disturbios en la boda de la Princesa Beatriz o los altercados del día de su Coronación.
Los “okupas” estuvieron muy presentes en la sociedad holandesa y contaron con una gran visibilidad a partir de los 70. Pero dicha corriente fue perdiendo importancia progresivamente debido a que lograron consolidarse legalmente. Esto se debe a que los krakers podían asentarse en las casas que llevaran más de doce meses vacías y la policía no podía intervenir. Además, las fuerzas de seguridad tenían que dejar a los ocupantes permanecer en aquellas viviendas siempre que no provocaran conflictos. Por lo tanto, el fenómeno “okupa” se fue normalizando en Holanda y los propietarios de los inmuebles sólo tenían la opción de ir a juicio. Aunque un proceso judicial no garantizaba a los dueños poder recuperar sus casas.
Si bien este hecho ayudó al movimiento okupa a <<forjar una identidad colectiva entre los okupas, vinculando distintos grupos entre sí y convirtiendolos en un sujeto unificado y coherente>>, los krakers perdieron popularidad porque comenzaron a cometer delitos en los espacios en los que se establecían. Su actuación con frecuencia implicaba violencia, intimidación y tráfico de drogas. Asimismo, los manifestantes entraron en construcciones que no estaban vacías. Por ejemplo, el edificio Vrankrijk de la calle Spui (Ámsterdam) se convirtió en un centro kraker en el que se celebraban conferencias con organizaciones terroristas.[cita requerida] En el año 2002, el presunto etarra Juan Ramón Gutiérrez fue detenido en una de las reuniones llevadas a cabo en este edificio. Por esta razón, la opinión pública dejó de conectar con este movimiento.
En 2008, el Gobierno de ChristenUnie y CDA (democristianos) planteó un proyecto de Ley contra la ocupación en el Parlamento neerlandés. El proyecto fue apoyado por el partido de la oposición y proponía considerar a la ocupación como un delito con penas de hasta tres años de prisión. Los políticos se refugiaron en la idea de que el movimiento okupa había perdido su ideología original y que solo servía para que los jóvenes no tuvieran que pagar una vivienda. Dicho proyecto sólo contó con la oposición del Partido del Trabajo. Los socialistas pensaban que la legislación de aquel momento permitía reducir la violencia de los “krakers” y que sancionar a los especuladores no iba a solucionar el problema.
Finalmente, la cuestión fue resuelta mediante la Ley Wet Kraken de 2010 y la Ley Wet Tijdelijke verhuur de 2016. La primera de ellas estableció que la ocupación de edificios completamente vacíos no supondría un delito, por lo que los krakers no se asentaron en inmuebles de particulares. Además, esta Ley también condenaba la ocupación de casas que tuvieran propietarios. Por su parte, la Ley del 2016 introdujo los alquileres temporales para hacer más accesibles las viviendas.